# Uhlorchestia spartinophila
Uhlorchestia spartinophila är en kräftdjursart som beskrevs av Edward Lloyd Bousfield och Heard 1986. Uhlorchestia spartinophila ingår i släktet Uhlorchestia och familjen tångloppor. Inga underarter finns listade i Catalogue of Life.